# Azrinaz Mazhar Hakim
Azrinaz Mazhar binti Mazhar Hakim także Naz (ur. 23 września 1979) – dziennikarka, w latach 2005–2010 trzecia żona sułtana Brunei Hassanala Bolkiaha.

## Życiorys
Azrinaz Mazhar Hakim urodziła się 23 września 1979 roku. Ukończyła studia z zakresu radiofonii i telewizji (ang. Broadcasting) w Malaysia Instiute for Integrative Media. W latach 1997–2005 pracowała jako dziennikarka dla malajskiej telewizji TV3.
20 sierpnia 2005 roku poślubiła sułtana Brunei Hassanala Bolkiaha w Kuala Lumpur, a informacja o ślubie została do publicznej wiadomości w Brunei 24 sierpnia 2005 roku. 1 czerwca 2006 roku urodziła sułtanowi syna – księcia Abdula Wakeela a 28 stycznia 2008 roku córkę – księżniczkę Ameerah Wardatulę Bolkiah. 9 czerwca 2009 roku otrzymała tytuł królowej Pengiran Isteri. 16 czerwca 2010 roku sułtan rozwiódł się z nią, pozbawiając ją wszystkich tytułów królewskich, odznaczeń i medali.